# Mohammad Abu Fani
Mohammad Abu Fani (en árabe: مُحَمَّد أَبُو فَانِيّ‎, en hebreo: מוחמד אבו פאני‎; Kafr Qara, 27 de abril de 1998) es un futbolista internacional israelí de origen palestino que juega de centrocampista en el Ferencváros T. C. de la Nemzeti Bajnokság I.

## Selección nacional
Tras jugar con la selección de fútbol sub-18 de Israel, la sub-19 y la sub-21, finalmente hizo su debut con la selección absoluta el 8 de octubre de 2020 en un partido de clasificación para la Eurocopa 2020 contra Escocia que finalizó con un resultado de empate a cero.

## Clubes
| Club                            | País    | Año       | Partidos | Goles |
| ------------------------------- | ------- | --------- | -------- | ----- |
| Maccabi Haifa F. C.             | Israel  | 2016-2017 | 5        | 0     |
| Hapoel Ramat Gan F. C. (cedido) | Israel  | 2017-2018 | 28       | 2     |
| Hapoel Hadera F. C. (cedido)    | Israel  | 2018-2019 | 23       | 1     |
| Maccabi Haifa F. C.             | Israel  | 2019      | 13       | 1     |
| Hapoel Hadera F. C. (cedido)    | Israel  | 2019-2020 | 29       | 4     |
| Maccabi Haifa F. C.             | Israel  | 2020-2023 | 131      | 16    |
| Ferencváros T. C.               | Hungría | 2023-     | 90       | 10    |

## Palmarés

### Títulos nacionales
| Título                 | Club                | País    | Año  |
| ---------------------- | ------------------- | ------- | ---- |
| Liga Premier de Israel | Maccabi Haifa F. C. | Israel  | 2021 |
| Supercopa de Israel    | Maccabi Haifa F. C. | Israel  | 2021 |
| Copa Toto Al           | Maccabi Haifa F. C. | Israel  | 2022 |
| Liga Premier de Israel | Maccabi Haifa F. C. | Israel  | 2022 |
| Liga Premier de Israel | Maccabi Haifa F. C. | Israel  | 2023 |
| Nemzeti Bajnokság I    | Ferencváros T. C.   | Hungría | 2024 |
| Nemzeti Bajnokság I    | Ferencváros T. C.   | Hungría | 2025 |